# Gastronomía de Buenos Aires

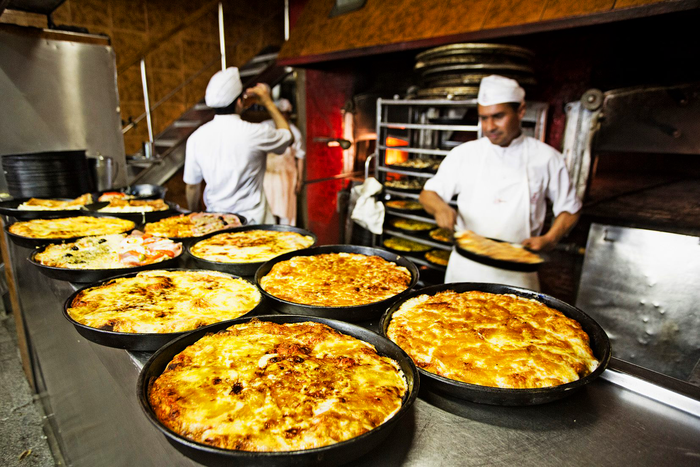
Típica pizzería porteña.

La gastronomía de la ciudad de Buenos Aires se caracteriza por dos grandes aportes europeos: el italiano y el español, es igual de variada que el resto de la cultura, incluyendo carnes rojas, pescados, pastas y las empanadas, que son originarias del noroeste argentino. Entre las carnes se destaca el asado, la tira de asado o el vacío, generalmente acompañado por chorizos, mollejas, chinchulines y morcillas. Además de estos cortes populares, se puede probar el bife de chorizo, el bife de lomo o el ojo de bife, más nobles. Los pescados más consumidos son merluza, corvina, lenguado, besugo y pejerrey. La influencia de la dieta mediterránea italiana, muy difundida por las corrientes migratorias provenientes de ese país a principios del siglo XX, se refleja en las pastas como fideos, ñoquis, canelones, lasañas y ravioles, y en los postres, en especial el helado y el tiramisú Más allá de todas estas hay una que nos faltó mencionar El Mate un conjunto de yuyos secos colocados adentro de un recipiente con una base de metal.
Buenos Aires se caracteriza por tener una enorme oferta de bares y restaurantes. La ciudad cuenta con un privilegiado grupo de 60 bares con gran historia y renombre dentro de la ciudad. La ciudad cuenta también con un gran número de restaurantes de comida internacional como italiana, china, española, japonesa, coreana, etc.

## Carnes

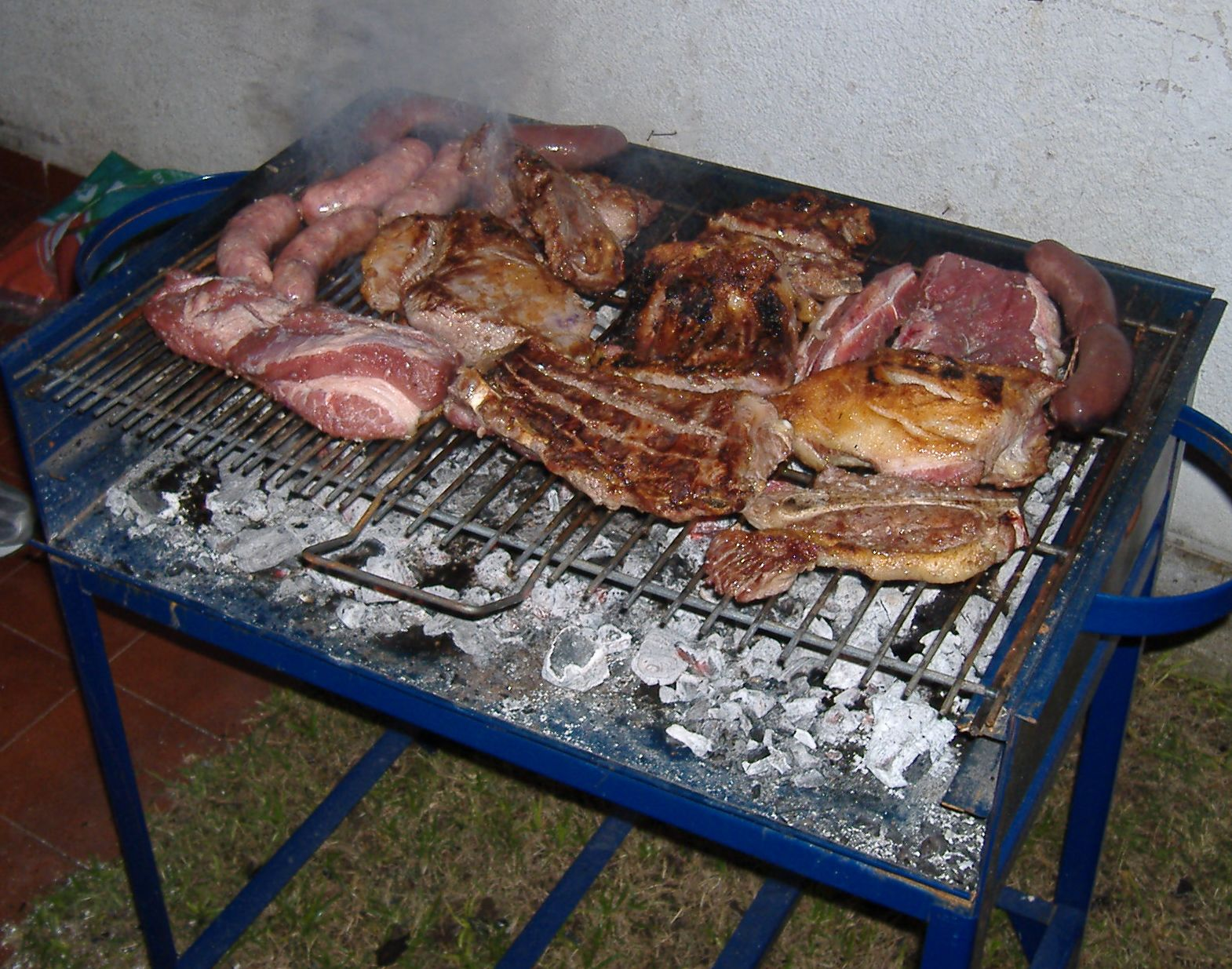
Asado.

En Buenos Aires la carne es de excelente calidad como caracteriza a la Argentina. Debe resaltarse el asado: los diferentes cortes de carne vacuna son acompañados generalmente por chorizos, mollejas, chinchulines y morcillas y otros cortes de carne de otros animales. Los pescados más consumidos son merluza, corvina, lenguado, besugo y pejerrey, además de una gran cantidad de alternativas que se pescan en la Costa Atlántica y los ríos del país.

## Pastas
Otra tradición porteña son las pastas, ya que la cocina italiana se encuentra muy difundida en la región, y suele ser una tradición las reuniones familiares de los domingos en las que se disfruta un plato de fideos, ñoquis, canelones, sorrentinos, lasagna o ravioles.

## Pizza
La popularizaron los inmigrantes italianos de finales del siglo XIX y con los años, adoptó una esencia auténticamente porteña.

## Dulces

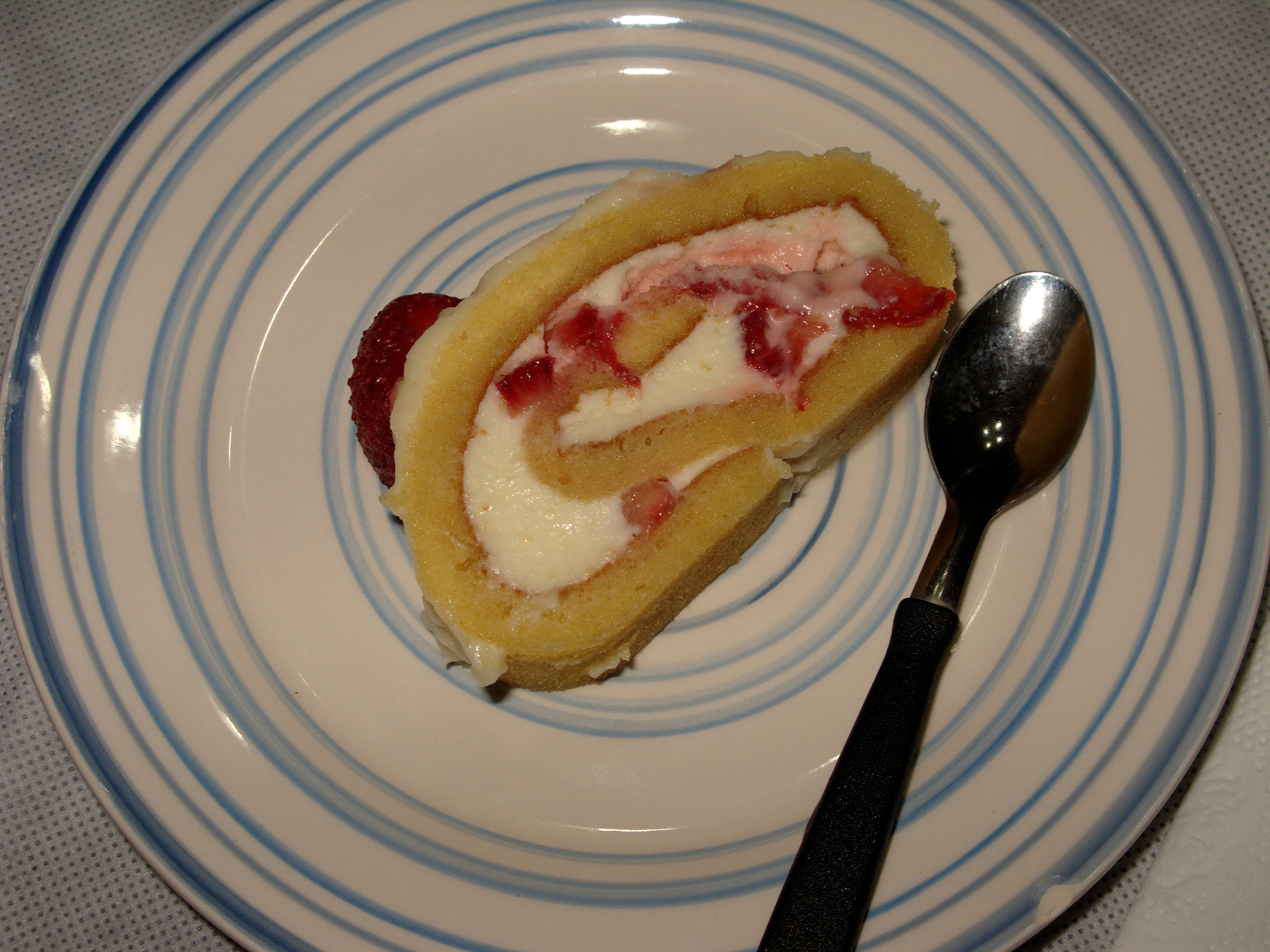
Pionono

La gastronomía de Buenos Aires se caracteriza también por poseer una gran variedad de productos dulces como facturas, tortas de muchas variedades (con componentes como dulce de leche, chocolate, merengue, etc.), alfajores, etc.